# Професионална футболна лига на Узбекистан
Професионална футболна лига на Узбекистан, съкр. UzPFL (узб. Oʻzbekiston Professional futbol ligasi / Ўзбекистон профессионал футбол лигаси, OʻzPFL, ЎзПФЛ) е футболна организация, която управлява и контролира цялата система от футболни лиги в страната. През 2008 г. по препоръка на Азиатската футболна конфедерация е отделена от Футболната федерация на Узбекистан като отделна организация.
Координира професионални футболни състезания като Суперлигата, Професионална лига, Първа лига, Висша лига  и Първа лига по футзал, Купа на Узбекистан, Купа на лигата, Суперкупа на Узбекистан, Първенство на Узбекистан U19 и U21 и т.н. Организира състезания между футболните клубове, дава инструкции за тяхната спортна, организационна и управленска дейност, както и взаимоотношения.
Насърчава провеждането на футболни състезания на различни нива в сътрудничество с министерства, ведомства, предприятия и организации на Узбекистан.
Една от водещите лиги на азиатския континент за лицензиране.
Към март 2024 г. пет компании в Узбекистан са официални спонсори на лигата.

## История
През 1992 г. е част от организационната структура на Футболната федерация на Узбекистан и е звеното, отговорно за организирането на професионални футболни състезания в Узбекистан. В началото на 2008 г. Азиатската футболна конфедерация препоръча Футболната федерация на Узбекистан да създаде ПФЛ като отделна организация. Създадена на 20 юни 2008 г. на Общото събрание на Асоциацията на футболните футболни клубове на Узбекистан и на 2 юли регистрирана от Министерството на правосъдието на Република Узбекистан. 
У 2008-2018 гадах правёў юнацкі чэмпіянат Узбекістана па футболе. З 2019 па 2023 год курыраваў правядзенне спаборніцтваў жаночага футбола (Вышэйшая ліга, Першая ліга, Кубак, Суперкубак), а з 2017 па 2025 год — футзала (Вышэйшая ліга, Кубак і іншыя).
На 10 януари 2023 г. става член на Асоциацията на световните професионални футболни лиги.

## Цел и задачи
Основната цел на Професионалната футболна лига на Узбекистан е да координира провеждането на професионални футболни състезания по футбол на територията на Република Узбекистан между футболни отбори, съответно в Супер лигата, Про лигата, Първата лига, Висшата лига и Първата Футзал лига, Купа на Узбекистан, Купа на лигата, Суперкупа на Узбекистан, всички възрастови категории на Узбекистан, организиране и провеждане на състезания между футболни клубове, координиране на професионални футболни състезания, организиране и провеждане на състезания между футболни клубове, както и управление на техните спортни, организационни и управленски дейности и взаимоотношения.
Штомесяц шляхам галасавання экспертаў вызначае лепшых гульцоў, лепшых суддзяў і лепшых галоў у Суперлізе Узбекістана і ўзнагароджвае пераможцаў. У канцы года правядзе цырымонію ўзнагароджання сумесна з Футбольнай асацыяцыі Узбекістана.

## Мениджъри
Ръководителят на ПФЛ на Узбекистан е генералният директор. От 2020 г. генерален директор е Дийор Аброрович Имамходжаев.
| Име                          | Назначен       | Освободен       |
| ---------------------------- | -------------- | --------------- |
| Фарход Абдуалиевич Магометов | 04.09.2008 г   | 04.09.2017 г    |
| Аман Файзулаевич Гафуров     | 04.09.2017 г   | 17.06.2019 г    |
| Даврон Гайратович Шакурбанов | 17.06.2019 г   | 26.05.2020 г    |
| Дийор Аброрович Имамходжаев  | От 26.05.2020г | към днешна дата |

### Изпълнителен комитет
Дийор Имамходжаев, генерален директор.
Одил Ахмедов, член на Изпълнителния комитет, вицепрезидент на Футболната асоциация на Узбекистан.
Тулабек Акрамов, член Исполкома, вице-президент футбольного клуба «Локомотив-Ташкент».
Бахадыр Мирзаев, член Исполкома, генеральный директор футбольного клуба АГМК.
Алишер Юсупов, член на Изпълнителния комитет, мениджър на футболен клуб Насаф.
Ойбехан Ибрахимханов, член на Изпълнителния комитет, юрисконсулт на Професионалната футболна лига на Узбекистан.

## Състезания под юрисдикцията на ПФЛ на Узбекистан

### Шампионат на Узбекистан по футбол
Суперлига е най-високата дивизия в системата на футболните състезания в Узбекистан, в която участват професионални футболни клубове. В него ще участват общо 16 отбора. Първенството ще се проведе през март-ноември, като всеки отбор ще изиграе 26 кръга. До 2018 г. състезанието се наричаше официално Висшата лига. Общо 45 клуба участваха в историята на първенствата на Узбекистан и само 8 от тях се изкачиха на подиума на шампионата: „Пахтакор“ - 16 пъти, „Нефтчи“ - 5 пъти, „Буньодкор“ - 5 пъти, „Локомотив” – 3 пъти, „Дъстлик” – 2 пъти, ЦСКА Ташкент – 1 път, „Навбахор” – 1 път, „Насаф” – 1 път. През различните години броят на отборите в първенството на Узбекистан беше различен. Първите години в първенството участваха 16 отбора, след това през различните години броят на отборите беше 14, 18 и 20. През 2018 г. броят на шампионските отбори е 12. Пачынаючы з 2025 года ў ёй прымуць удзел 16 каманд.

### Купа на Узбекистан по футбол
Национална купа по футбол, организирана от Професионалната футболна лига на Узбекистан. Състезанието се провежда от 1992 г. Първият носител на купата беше клуб Навбахор . Победителите в Купата на Узбекистан получават правото да участват в Шампионската лига на AFC.
Футболният клуб "Пахтакор" се счита за рекордьор по брой победи в Купата на Узбекистан (13 пъти). Клубовете "Бунедкор" и "Насаф" спечелиха по 4 пъти, "Навбахор" и "Локомотив" - по 3 пъти, "Нефтчи" - 2 пъти, "АГМК", "Андижан" и "Дъстлик" - по 1 път.

### Кубак ПФЛ Узбекістана па футболе
Кубак Лігі Узбекістана - штогадовае спаборніцтва па футболе сярод мужчын. Спаборніцтвы, якія праводзяцца з 2010 года Прафесійнай футбольнай лігай Узбекістана і Асацыяцыя футбола Узбекістана, у 2016-2018 гадах не праводзіліся. Кубак Лігі Узбекістана ўпершыню быў арганізаваны ў 2019 годзе. У ім прымуць удзел у асноўным клубы Узбекістана, а таксама футбольныя клубы Кіргізіі, Таджыкістана, Туркменіі і Казахстана па прапанове УзПФЛ. Першым пераможцам спаборніцтваў стала Ташкенцкая каманда «Пахтакор».

### Суперкубак Узбекістана па футболе
Спаборніцтва, якое складаецца з аднаго матчу, у якім гуляюць дзеючы ўладальнік Кубка Узбекістана і дзеючы пераможца Суперлігі Узбекістана. У выпадку, калі кубак і суперлігу выйграе адна каманда, то ў гульні за Суперкубак ёй супрацьстаіць каманда, якая заняла другое месца ў Суперлізе. Гульня за Суперкубак Узбекістана традыцыйна праводзіцца ў канцы лютага або ў пачатку сакавіка, адкрываючы новы футбольны сезон у краіне. Звычайна праводзіцца на нейтральным для абедзвюх каманд стадыёне.
Арганізуецца сумесна Асацыяцыя футбола Узбекістана.

### Пра-Ліга Узбекістана па футболе
Згодна з рашэннем кіраўніцтва ПФЛ ад 21 лістапада 2017 года, Першая ліга Узбекістана з сезона 2018 года афіцыйна перайменавана ў пра-лігу Узбекістана. Ліга была скарочана з 18 да 16 каманд.

### Першая ліга Узбекістана
Праводзіцца з 2010 года. З 2010 года спаборніцтвы першай лігі былі падзелены на два рэгіёны: усходні і заходні. У склад каманд Усходняга рэгіёна ўваходзяць футбольныя клубы Андыжанскай, Наманганскай, Ферганскай і Ташкенцкай абласцей. У склад каманд Заходняга рэгіёну ўваходзяць футбольныя клубы Сырдар'інскай, Джызакскай, Наваійскай, Самаркандскай, Кашкадар'інскай, Сурхандар'інскай, Бухарскай, харэзмскай абласцей і Рэспублікі Каракалпакстан. Колькасць каманд-удзельніц у кожным рэгіёне: 14.
Першая ліга Узбекістана раней была другарадным спаборніцтвам у футбольнай сістэме. Пасля стварэння пра лігі у 2018 годзе Першая ліга была рэарганізавана з 2020 года і зараз з'яўляецца спаборніцтвам трэцяга ўзроўню ў краіне.

### Чэмпіянат Узбекістана па футболе (да 21)
Спаборніцтва, у якім гуляюць моладзевыя каманды Суперлігі у сістэме футбола Узбекістан. У адпаведнасці з рэгламентам УзПФЛ у ім возьмуць удзел гульцы не старэйшыя за 21 год. Матчы чэмпіянату U-21 будуць арганізаваны праз дзень пасля матчу асноўных каманд.

### Чэмпіянат Узбекістана па футболе (да 19)
Моладзевая зборная да 19 гадоў будзе абараняць гонар Узбекістана на моладзевым чэмпіянаце свету па футболе (U-20), чэмпіянаце Азіі да 19 гадоў (U-19) і іншых турнірах. Спаборніцтва паміж камандамі да 19 гадоў клубаў Суперлігі і Пралігі. Чэмпіянат U-19 заснаваны ў 2021 годзе. У ім усе клубы дзвюх вышэйшых дывізіёнаў будуць змагацца за перамогу са сваімі выхаванцамі. Спаборніцтва паміж камандамі да 19 гадоў клубаў Суперлігі і Пралігі. Чэмпіянат U-19 заснаваны у 2021 годзе . У ім усе клубы двух вышэйшых дывізіёнаў будуць змагацца за перамогу са сваімі выхаванцамі.

## Спаборніцтвы ў партнёрстве
У партнёрстве з Службай дзяржаўнай бяспекі, з Міністэрствам спорту і Агенцтвам па справах моладзі Рэспублікі Узбекістан праводзіць спаборніцтвы Кубка СГБ.
Таксама праводзіць спаборніцтвы студэнцкага кубка ў супрацоўніцтве з Міністэрствам вышэйшай адукацыі, навукі і інавацый, Міністэрства ўнутраных спраў і футбольнай асацыяцыі.

## Спонсар
У 2018 годзе Прафесійная футбольная ліга Узбекістана ўстанавіла партнёрскія адносіны з кампаніяй Pepsi. З 2019 года Coca-Cola Beverage Uzbekistan з'яўляецца тытульным спонсарам Суперлігі Узбекістана. У сродках масавай інфармацыі і на афіцыйных мерапрыемствах вышэйшы дывізіён чэмпіянату Узбекістана па футболе называюць Суперлігай Кока-Кола. У 2020 годзе наладзіў супрацоўніцтва са страхавой кампаніяй «Apex Insurance». Кампанія забяспечвае медыцынскае страхаванне больш за 1500 прафесійных гульцоў, зарэгістраваных у Лізе. З 2021 па 2022 год спонсарамі выступалі Кампанія «Epsilon», акцыянернае таварыства «Madad Invest Bank», Turon Eco Cement і джызакскі акумулятарны завод. 16 сакавіка 2023 года кампанія «BMB Holding» стала афіцыйным спонсарам Суперлігі. Таксама на працягу 2023 года інфармацыйны партал Olcha.uz і прыватная авіякампанія «Centrum Air» сталі партнёрамі Прафесійнай футбольнай лігі Узбекістана. 28 лютага 2024 года найбуйнейшы брэнд на рынку бытавой тэхнікі Узбекістана «Artel» стаў тытульным спонсарам Суперлігі да канца 2026 года. 12 сакавіка 2024 года кампанія «Uzcard» стала афіцыйным партнёрам Прафесійнай футбольнай лігі Узбекістана.

## Дасягненьне
Прафесійная футбольная ліга Узбекістана - адзін з лідэраў ліцэнзавання на азіяцкім кантыненце. Па выніках 2021 года 12 клубаў Узбекістана заваявалі ліцэнзію азіяцкай футбольнай Канфедэрацыі, і гэта зафіксавана як 3-ці лепшы вынік на кантыненце. У 2021 годзе сярод жаночых каманд 2 клубы з Узбекістана сталі першымі ў Азіі, якія паспяхова прайшлі ліцэнзаванне.
Міністэрства юстыцыі Рэспублікі Узбекістан і Нацыянальная асацыяцыя няўрадавых арганізацый Узбекістана ўключылі УзПФЛ у спіс "Топ-20 самых празрыстых няўрадавых арганізацый" па выніках 2021 года.

## Връзки
- Професионална футболна лига на Узбекистан в мессенджере Telegram
- Професионална футболна лига на Узбекистан в  Instagram
- Професионална футболна лига на Узбекистан във  Facebook
- Професионална футболна лига на Узбекистан в Twitter
- Страница Професионална футболна лига на Узбекистан на сервисе TikTok
- Професионална футболна лига на Узбекистан // YouTube
- Профессиональная футбольная лига Узбекистана // LinkedIn
- Профессиональная футбольная лига Узбекистана // WhatsApp